# Circondario di Potsdam-Mittelmark
Il circondario di Potsdam-Mittelmark (in tedesco Landkreis Potsdam-Mittelmark) è uno dei circondari rurali del Land tedesco del Brandeburgo.
Comprende 9 città è 29 comuni.
Il capoluogo è Bad Belzig, il centro maggiore Werder (Havel).

## Storia
Il circondario di Potsdam-Mittelmark fu creato nel 1993 dall'unione dei 3 precedenti circondari di Belzig, Brandeburgo e Potsdam, più l'Amt Treuenbrietzen.

## Geografia fisica
Il circondario di Potsdam-Mittelmark confina a nord con la Havelland, a sud con il Teltow-Fläming, ad est con il circondario di Wittenberg e l'Anhalt-Zerbst (nella Sassonia-Anhalt) e ad ovest con la città di Berlino.
Il circondario ingloba quasi completamente le città extracircondariali di Potsdam e Brandeburgo sulla Havel.

## Società

### Evoluzione demografica
- Sviluppo della popolazione dal 1875 entro gli attuali confini (linea blu: popolazione; linea puntata: confronto dello sviluppo della popolazione dello stato del Brandeburgo; sfondo grigio: ai tempi del governo nazista; sfondo rosso: al tempo del governo comunista).
- Sviluppo recente della popolazione (linea blu) e previsioni.

## Comuni
| Nome               | Status | Amt        |
| ------------------ | ------ | ---------- |
| Bad Belzig         | città  | -          |
| Beelitz            | città  | -          |
| Beetzsee           | comune | Beetzsee   |
| Beetzseeheide      | comune | Beetzsee   |
| Bensdorf           | comune | Wusterwitz |
| Borkheide          | comune | Brück      |
| Borkwalde          | comune | Brück      |
| Brück              | città  | Brück      |
| Buckautal          | comune | Ziesar     |
| Golzow             | comune | Brück      |
| Görzke             | comune | Ziesar     |
| Gräben             | comune | Ziesar     |
| Groß Kreutz        | comune | -          |
| Havelsee           | città  | Beetzsee   |
| Kleinmachnow       | comune | -          |
| Kloster Lehnin     | comune | -          |
| Linthe             | comune | Brück      |
| Michendorf         | comune | -          |
| Mühlenfließ        | comune | Niemegk    |
| Niemegk            | città  | Niemegk    |
| Nuthetal           | comune | -          |
| Päwesin            | comune | Beetzsee   |
| Planebruch         | comune | Brück      |
| Planetal           | comune | Niemegk    |
| Rabenstein/Fläming | comune | Niemegk    |
| Rosenau            | comune | Wusterwitz |
| Roskow             | comune | Beetzsee   |
| Schwielowsee       | comune | -          |
| Seddiner See       | comune | -          |
| Stahnsdorf         | comune | -          |
| Teltow             | città  | -          |
| Treuenbrietzen     | città  | -          |
| Wenzlow            | comune | Ziesar     |
| Werder (Havel)     | città  | -          |
| Wiesenburg/Mark    | comune | -          |
| Wollin             | comune | Ziesar     |
| Wusterwitz         | comune | Wusterwitz |
| Ziesar             | città  | Ziesar     |

## Galleria d'immagini

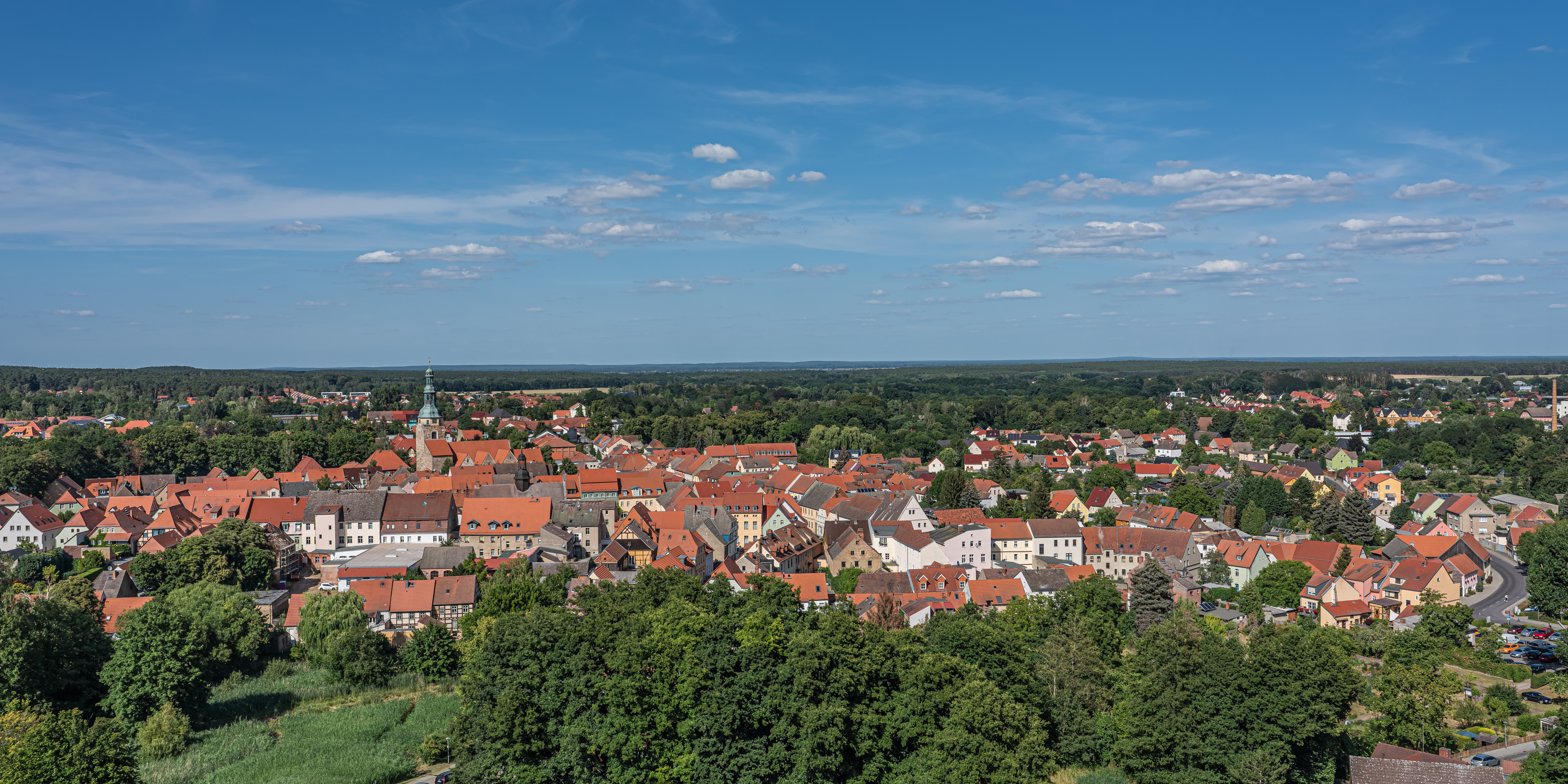
Bad Belzig (panorama)
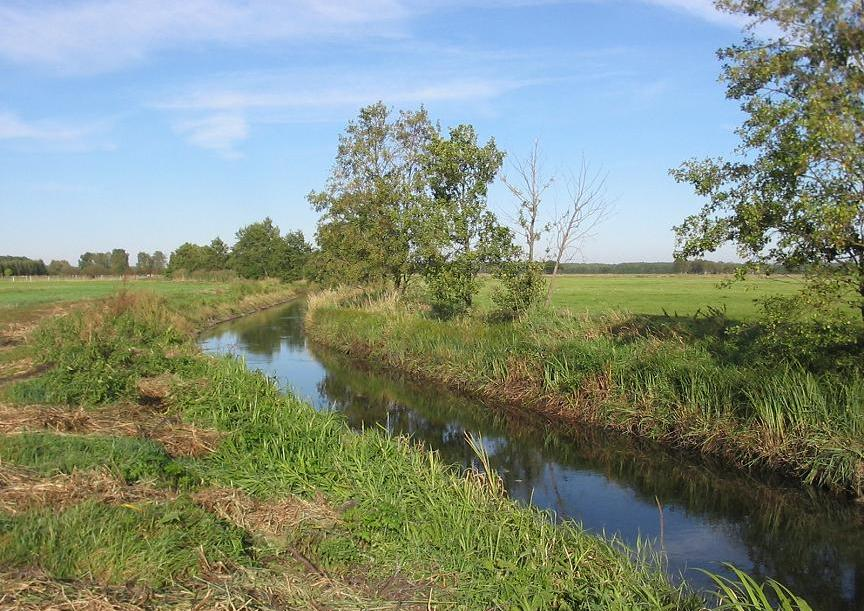
Beelitz (Neuer Graben)
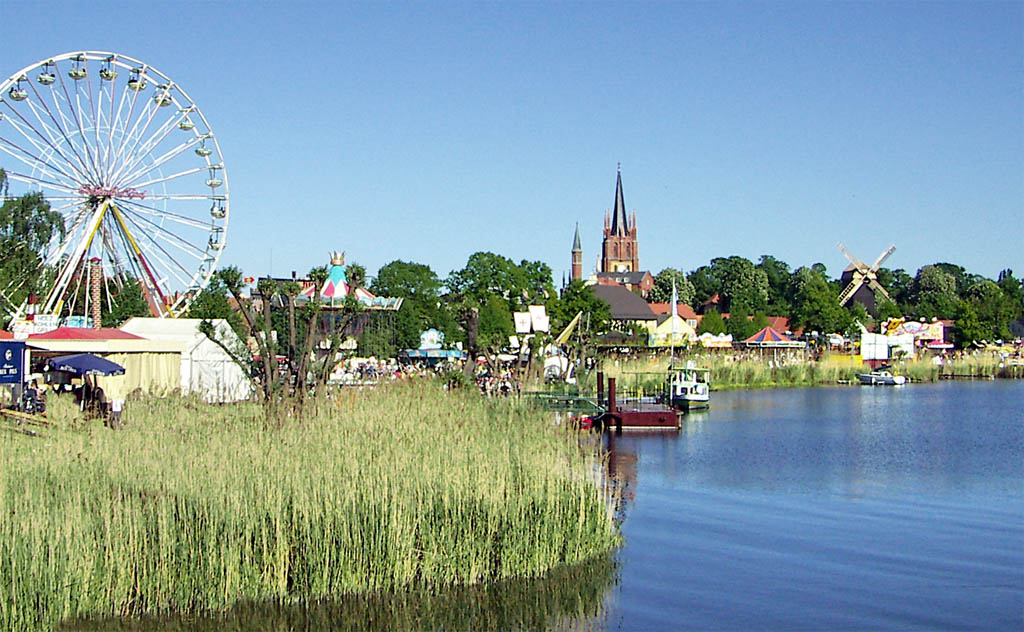
Werder (Havel) (Baumblütenfest)
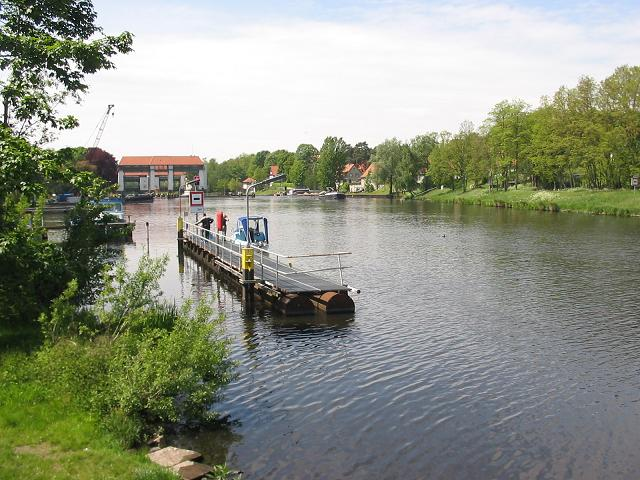
Il Teltowkanal